# Bande de flics
Pour plus de détails, voir Fiche technique et Distribution.
Bande de flics (The Choirboys) est un film américain réalisé par Robert Aldrich, sorti en 1977.

## Synopsis
Des policiers de Los Angeles, lassés de leurs tracas du quotidien, se divertissent en passant des soirées alcoolisées.

## Fiche technique
- Titre français : Bande de flics
- Titre original : The Choirboys
- Réalisation : Robert Aldrich
- Scénario : Christopher Knopf, d'après la nouvelle de Joseph Wambaugh
- Musique : Frank De Vol
- Photographie : Joseph F. Biroc
- Montage : William Martin, Irving Rosenblum & Maury Winetrobe
- Production : Merv Adelson & Lee Rich
- Sociétés de production : Airone Productions, Lorimar Film Entertainment & PAC Cinematografica
- Société de distribution : Universal Pictures
- Pays :  États-Unis
- Langue : Anglais
- Format : Couleur - Mono - 35 mm - 1.85:1
- Genre : comédie dramatique
- Durée : 115 min

## Distribution
- Charles Durning (VF : Raoul Delfosse) : Spermwhale Whalen (Cachalot en VF)
- James Woods (VF : Philippe Bellay) : Harold Bloomguard
- Don Stroud (VF : Sady Rebbot) : Sam Lyles
- Perry King (VF : Michel Creton) : Baxter Slate
- Louis Gossett Jr. (VF : Robert Liensol) : Calvin Motts
- Tim McIntire (VF : Gilles Guillot) : Roscoe Rules
- Burt Young (VF : Pierre Trabaud) : Le sergent Don 'Scus' Scuzzi
- Stephen Macht (VF : Alain Dorval) : Spencer Van Moot
- Randy Quaid (VF : Philippe Ogouz) : Dean Proust
- Clyde Kusatsu (VF : Claude Rollet) : Francis Tanaguchi
- Chuck Sacci (VF : Jacques Balutin) : Sartino
- Charles Haid (VF : Jacques Deschamps) : Le sergent Nick Yanov
- Robert Webber (VF : Philippe Nicaud) : Le chef Riggs
- Jim Davis (VF : Raymond Loyer) : Drobeck
- Phyllis Elizabeth Davis : Saxy
- George DiCenzo (VF : Michel Bedetti) : Le lieutenant Grimsley
- Vic Tayback (VF : Marc Cassot) : Zoony
- David Spielberg (VF : Roger Crouzet) : Le lieutenant Finque
- Jeannie Bell : Fanny Forbes
- Susan Batson (VF : Michèle Bardollet) : Sabrina
- Cheryl Smith (VF : Sylvie Feit) : Tammy
- Jack DeLeon (VF : Roger Carel) : Luther Quigley
- Barbara Rhoades : 'Sans Couilles' Hadley
- Michael MacKenzie Wills : Alexandre Blaney
- Louise Lorimer : Fox
- Joe Kapp (VF : Georges Atlas) : Le 1er bagagiste
- Bob Minor (VF : Med Hondo) : Le 2d bagagiste